# Globoppia nidicola
Globoppia nidicola är en kvalsterart som beskrevs av Hammer 1968. Globoppia nidicola ingår i släktet Globoppia och familjen Oppiidae. Inga underarter finns listade i Catalogue of Life.